# صلاحية إضافية
الصلاحية الإضافية عبارة عن نوع من أنواع الصلاحية المستخدمة لتحديد ما إذا كان تقييم القياس النفسي سيؤدي إلى زيادة القدرة التنبؤية لطريقة حالية من طرق التقييم أم لا. وبمعنى آخر، تهدف الصلاحية الإضافية إلى الرد على سؤال ما إذا كان الاختبار الجديد يضيف الكثير من المعلومات التي يمكن الحصول عليها من خلال طرق موجودة بالفعل ولكنها أبسط.
مثال: يمكن اعتبار أن استخدام «تقييمات الشخصية الإسقاطية» مثل لطخة حبر رورشاش غير ضرورية، حيث أنه توجد اختبارات موضوعية أخرى تنفذ نفس وظيفتها (لتحديد ما إذا كان الشخص الذي يخضع للاعتبار يعاني من مرض عقلي أم لا) بشكل أسرع وبطريقة يعتمد عليها بشكل أكبر. وبالتالي، فإن الصلاحية الإضافية لطريقة رورشاش يمكن أن تكون أقل، حيث أن الأطباء يمكنهم تحديد تواجد الأمراض العقلية من عدمها بنفس درجة الاعتمادية من خلال طريقة رورشاش مع اختبارات أخرى تمامًا كما يمكنهم تحديد ذلك باستخدام اختبارات أخرى بمفردها.
ومن الأمثلة الإيجابية قيام طبيب باستخدام تقنيات المقابلات لاشخصية بالإضافة إلى استطلاع رأي معين لتحديد ما إذا كان الشخص مصابًا بمرض عقلي أم لا، وتكون درجة النجاح في تحديد الإصابة بالأمراض العقلية أفضل من الطبيب الذي يستخدم أسلوب المقابلات الشخصية فقط. وبالتالي، يمكن اعتبار استطلاع الرأي ذا صلاحية إضافية. ونظرًا لأن استطلاع الرأي مع المقابلة الشخصية يؤديان إلى الحصول على نتائج أكثر دقة، وإضفاء المزيد من المعلومات للطبيب، يكون استطلاع الرأي ذا صلاحية إضافية.

## كتابات أخرى
- Wiki Answers: What is incremental validity